# Astragalus ecbatanus
Astragalus ecbatanus es una especie de planta herbácea perteneciente a la familia de las leguminosas. Es originaria del Asia.
Es una planta herbácea perennifolia originaria de Irán.

## Taxonomía
Astragalus ecbatanus fue descrita por Alexander von Bunge y publicado en Astragalogia 1: 71; 2: 118. 1868.
Etimología
Astragalus: nombre genérico derivado del griego clásico άστράγαλος y luego del Latín astrăgălus aplicado ya en la antigüedad, entre otras cosas, a algunas plantas de la familia Fabaceae, debido a la forma cúbica de sus semillas parecidas a un hueso del pie.
ecbatanus: epíteto geográfico que alude a su localización en Ecbatana.
sinonimia
- Astragalus racemulosus Boiss. & Hausskn.
- Astragalus racemulosus var. leptorhachis Rech.f.